# Vítečník sítinovitý

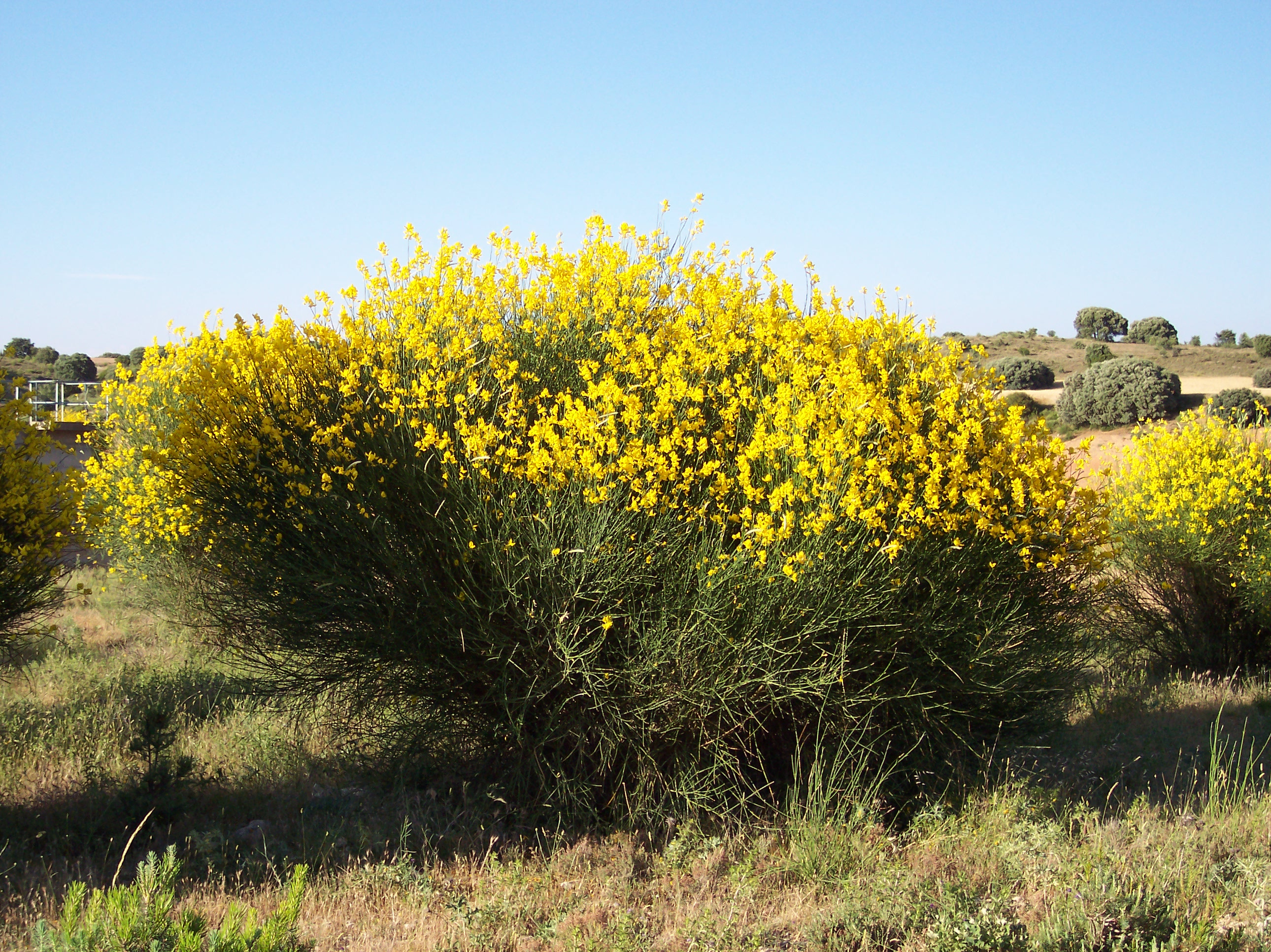
Vítečník sítinovitý

Vítečník sítinovitý (Spartium junceum) je jediný druh rodu vítečník z čeledi bobovité. Je to metlovitý keř s oblými rýhovanými šedozelenými větvemi a velkými žlutými květy, rozšířený ve Středomoří a jihozápadní Asii. V ČR je zřídka pěstován jako okrasná rostlina.

## Popis
Vítečník je opadavý metlovitý keř dorůstající výšky 1,5 až 3 metry. Listy jsou jednoduché, čárkovitě kopinaté, 5 až 20 mm dlouhé, střídavé a záhy opadávají, přičemž asimilační funkci zajišťují zelené větve. Větévky jsou prutovité, oblé, s okrouhlým průřezem, jemně rýhované, šedozelené. Květy jsou žluté, motýlovité, asi 2,5 cm dlouhé, v řídkých koncových hroznech. Kalich je asi 5 mm dlouhý, dvoupyský, horní pysk je rozštěpený až k bázi, spodní se 3 drobnými zuby. Pavéza je nazpět ohnutá. Člunek je vzhůru zakřivený, na vrcholu špičatý, delší než křídla. Tyčinek je 10 a jsou jednobratré. Čnělka je zakřivená, s bliznou po čnělce sbíhající. Lusky jsou úzce podlouhlé, ploché, pukající 2 chlopněmi, 4 až 9 cm dlouhé, chlupaté a obsahují 5 až 18 lesklých hnědých semen.

## Rozšíření
Vítečník sítinovitý je rozšířen ve Středomoří a jihozápadní Asii, od Pyrenejského poloostrova po Krym a Sýrii, na pobřeží severní Afriky a na Kanárských ostrovech. Roste jako součást středomořské keřové vegetace zvané makchie, na útesech, v roklích a na narušených místech.

## Obsahové látky a jedovatost
Vítečník obsahuje jedovaté chinolizidinové alkaloidy, zejména spartein. Z dalších těchto alkaloidů je přítomen cytisin, methyl cytisin, anagyrin a thermopsin. Jedovatá jsou zejména semena.

## Význam
Vítečník je v klimaticky příhodných oblastech světa pěstován jako okrasný keř a k ochraně půdy před erozí. Může se stát invazní rostlinou. Z větví se získávají vlákna podobná jutě. Květy poskytují vonnou silici. Vítečník má i medicínské využití, je však jedovatý.
V České republice je vítečník poměrně zřídka pěstován jako okrasná dřevina. Je k vidění např. v Botanické zahradě UK Na Slupi a v Průhonickém parku. Vyžaduje teplé chráněné polohy.